# Martin Hollis (concepteur)
Pour les articles homonymes, voir Martin Hollis (homonymie).
Martin Hollis est un concepteur de jeux britannique, né en 1963 à Leicester.
Jusqu'en 1998, il travaille pour Rareware, où il supervise notamment le développement de GoldenEye 007 et Perfect Dark. Il fonde ensuite son propre studio de développement Zoonami en 2000, à Cambridge.